# Centre Unión Odenense
El Centre Unión Odenense és un edifici d'Òdena (Anoia) inclòs a l'Inventari del Patrimoni Arquitectònic de Catalunya.

## Descripció
Edifici d'una sola planta amb un cos principal rectangular i cobert a dues aigües amb un pendent molt inclinat sustentat per encavallades per obtenir major alçada interior, i uns cossos petits adossats. A la façana hi ha cinc obertures de mig punt que li donen una parença quasi simètrica. En tota la façana hi destaquen els elements decoratius de maó. A principis del segle XXI s'ha restaurat l'acroteri i el ràfec.

## Història
Des de la seva fundació fins al 1930 aproximadament fou un centre recreatiu, i a partir d'aleshores i fins al 1939 fou la seu del centre d'esquerres. Va ser en aquesta època quan s'aixecà un sostre més alt.